# Rhyacophila anaksungai
Rhyacophila anaksungai är en nattsländeart som beskrevs av Malicky 1995. Rhyacophila anaksungai ingår i släktet Rhyacophila och familjen rovnattsländor. Inga underarter finns listade i Catalogue of Life.